# Carum foetidum
Carum foetidum es una hierba perenne endémica de la franja mediterránea occidental, que en los últimos tiempos, a consecuencia de las alteraciones territoriales, ha ido desapareciendo progresivamente hasta llegar a ser considerada una especie en peligro crítico de extinción. 

## Características
Se trata de una especie vegetal glabra y perenne, que puede llegar a alcanzar como máximo los sesenta centímetros de altura. Presenta una raíz napiforme desnuda, con una longitud que oscila entre los siete y los quince centímetros. El tallo es erecto, abundantemente ramificado y estriado. Por su parte, las hojas de Carum foetidum se caracterizan por ser pinnatisectas y homomorfas. Es inusual que cuente con brácteas o bractéolas.

## Hábitat
Esta especie se encuentra presente, únicamente, en la zona mediterránea occidental, por lo que se le considera un endemismo. Se distribuye por un territorio muy limitado, de tal forma que sólo es posible encontrarla en el norte de África y, especialmente, por el sureste de la Península ibérica.

## Taxonomía
Carum foetidum fue descrita por (Coss. & Durieu) Maire y publicado en Cat. Pl. Maroc 2: 539 1932.